# WrestleMania XXIV
WrestleMania XXIV — двадцать четвёртая по счёту WrestleMania, PPV-шоу производства американского рестлинг-промоушна World Wrestling Entertainment (WWE). Шоу прошло 30 марта 2008 года в «Цитрус-боул» в Орландо, Флорида, США.
Во время шоу прошло девять матчей. Одним из основных матчей стал матч между Гробовщиком и Эджем за титул чемпиона мира в тяжелом весе. Вторым был матч «тройная угроза» бренда Raw, в котором действующий чемпион WWE Рэнди Ортон защищал свой титул от Трипл Эйчем и Джона Сины. В третьем поединке Чаво Герреро защищал титул чемпиона ECW против Кейна. Из шести предварительных боёв три получили больше рекламной поддержки, чем другие: поединок без дисквалификаций Флойд Мэйуэзер-младший против Биг Шоу, матч с лестницами «Деньги в банке», где участвовали представители всех трёх брендов и поединок «Угроза карьере» в котором приняли участие Рик Флэр и Шон Майклз.
Билеты на шоу поступили в продажу 3 ноября 2007 года. Для привлечения внимания к шоу WWE власти Орландо организовали праздник, который длился пять дней. Второй год подряд WrestleMania побила рекорд WWE по доходу от шоу. Проведение шоу принесло экономике Орландо около 51,5 млн долларов, что более чем в два раза больше, чем планировалось. По данным спортивной комиссии Центральной Флориды благодаря WrestleMania город посетило более 60 000 человек. Более миллиона человек заказало показ шоу, заплатив 23,8 млн долларов.

## Предыстория

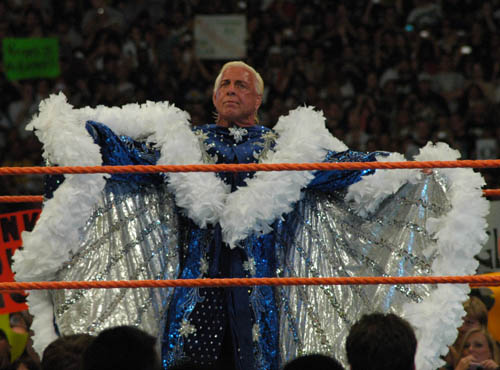
Рик Флэр на WrestleMania XXIV

Во время WrestleMania прошло 9 поединков, которые стали завершением или продолжением сюжетных линий и заранее подготовленных сценариев. До шоу был проведен ряд предварительных поединков для создания сюжетных линий, развязка или продолжение которых должно было пройти на WrestleMania.
Основным боем бренда Raw на WrestleMania должен был стать матч «Тройная угроза» за титул чемпиона WWE между Рэнди Ортоном, Джоном Синой и Трипл Эйчем. На Королевской битве, прошедшей в январе, Ортон успешно защитит титул от Джеффа Харди, а Сина, вернувшись после травмы, выиграл Королевскую Битву 30 рестлеров и стал претендентом № 1 на участие в чемпионском поединке на WrestleMania XXIV. Но, вместо того, чтобы выступить против Ортона на WrestleMania, он решил провести поединок на шоу No Way Out. Матч закончился дисквалификацией Ортона, который ударил рефери, однако Рэнди сохранил за собой пояс, так как чемпионский титул не может поменять своего владельца из-за дисквалификации. В этот же день Triple H стал претендентом № 1 на чемпионский титул, победив в матче в Клетке уничтожения. На следующем шоу Raw Сина начал доказывать, что заслуживает матча-реванша. Генеральный менеджер Raw Уильям Ригал назначил поединок между Синой и Ортоном с условием, что если Сина победит, то он будет участвовать в титульном поединке на WrestleMania. В бою победил Сина и его включили в состав участников WrestleMania. 25 февраля Сина и Triple H победили Ортона и Мистера Кеннеди в командном матче. На следующих выпусках Raw перед Рестлманией каждый из участников боя мог назначить своим соперникам матч. Так Сина назначил поединок Ортона против Трипл Эйча, Ортон поединок между Трипл Эйчеми Кейном и между Синой и Шоном Майклзом, а Triple H назначил бой Сина и Ортон против всех рестлеров Raw. На последнем выпуске Raw перед Рестлманией, Ригал назначил матч без дисквалификаций в котором Triple H, Сина, Рик Флэр и Шон Майклз противостояли Ортону, Джону «Брэдшоу» Лэйфилду, Умаге и Биг Шоу, который закончился победой первой команды.
Основным боем бренда SmackDown! должен был стать матч между Эджем и Гробовщиком за титул чемпиона мира в тяжёлом весе. 11 мая 2007 года Гробовщик защищал титул мирового чемпиона (который он завоевал на WrestleMania 23) в поединке в Стальной клетке против Батисты. Матч закончился в ничью, так как оба рестлера смогли выбраться из клетки и их ноги коснулись пола одновременно. После боя на арене неожиданно появился Марк Генри, отсутствовавший долгое время из-за травмы и напал на Гробовщика. После того, как Генри ушёл на ринге появился Эдж, который за несколько дней до этого победил Мистера Кеннеди и завоевал контракт «Деньги в банке», дающий право в любой момент сразиться за чемпионский титул. Эдж, воспользовавшись контрактом, победил Гробовщика и завоевал свой первый титул чемпиона мира в тяжёлом весе. На шоу Armageddon Эдж завоевал свой второй чемпионский титул, победив в матче «тройная угроза» чемпиона Батисту и Гробовщика. На Королевской битве Эдж успешно защитил титул от Рея Мистерио. 1 февраля генеральный менеджер SmackDown Теодор Лонг объявил, что на шоу No Way Out в матче в клетке уничтожения будет определён претендент № 1 на титул чемпиона мира в тяжёлом весе, который будет разыгран на WrestleMania Матч выиграл Гробовщик. На следующей неделе Эдж высказал мнение, что беспроигрышная серия Гробовщика на WrestleManiaх 15-0 закончится, после того как он победит его. 7 марта состоялся матч с форой, в котором Эдж, Курт Хокинс и Зак Райдер победили Гробовщика. На следующей неделе Эдж, Хокинс, Райдер и Чаво Герреро победили Рика Флэра и Шона Майклза в матче в Стальной клетке. Во время боя в него вмешался Гробовщик, который сделал двойной чокслэм Хокинсу и Райдеру и Tombstone Piledriver Герреро. Однако Эдж смог выйти из клетки и одержать победу для своей команды в матче. На шоу SmackDown Эдж, Викки Герреро, Хокинс и Райдер решили провести «Похороны беспроигрышной серии побед Гробовщика на WrestleMania» и отпраздновать скорую победу Эджа. Во время «похорон» неожиданно из гроба вылез Гробовщик и напал на Эджа, Хокинса и Райдера.

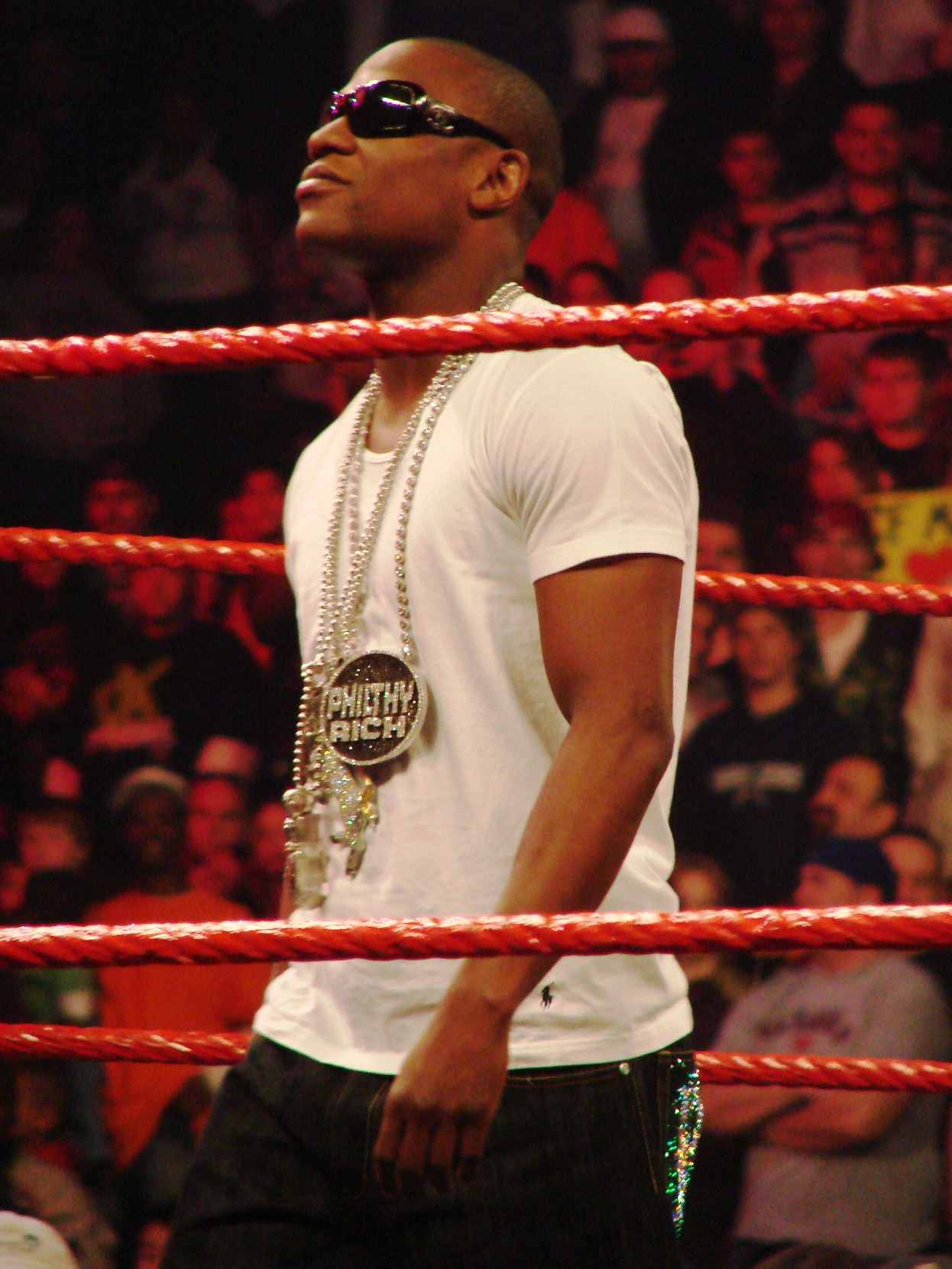
Профессиональный боксёр Флойд Мэйуэзер, участвовавший в поединке без дисквалификаций против Биг Шоу

После отсутствия из-за травмы Биг Шоу вернулся на ринг на шоу No Way Out. Во время интервью Биг Шоу начал угрожать Рею Мистерио что сделает ему чокслэм. На шоу также присутствовал чемпион WBC в полусреднем весе и близкий друг Мистерио Флойд Мэйуэзер, который вышел и начал конфронтацию с Биг Шоу. После небольшой перепалки Мэйуэзер ударил Биг Шоу, разбив тому нос и рот до крови. Следующим вечером, во время шоу Raw, Биг Шоу бросил вызов боксёру, предложив провести бой и Мэйуэзер принял его. Для подготовки к бою, Биг Шоу провёл показательный поединок с боксёром Брендоном Хиллом, который по росто-весовым характеристикам был похож на Флойда. В бою полностью доминировал Биг Шоу и одержал победу. После боя была включена спутниковая связь с Мэйуэзером, который сказал «Я сломаю тебе нос на WrestleMania, я собираюсь сломать твою челюсть». Чтобы преподать урок боксёру, Биг Шоу поднял Хилла, и перекинул через канаты на цементный пол. На следующем выпуске Raw прошло официальное взвешивание двух участников, которое показало, что Биг Шоу тяжелее своего оппонента более чем на 136 кг. 17 марта Биг Шоу встретился на ринге с Крисом Джерико. Хотя бой завершился дисквалификацией Джерико, который ударил Шоу чемпионским поясом, Биг Шоу нокаутировал Джерико, ударив того кулаком в голову.
25 февраля на шоу Raw Рик Флэр предложил Шону Майклзу провести поединок на WrestleMania. Майклз нехотя принял этот вызов, так как незадолго до этого глава правления WWE Винс Макмэхон объявил, что если Флэр проиграет ещё один матч, он будет вынужден покинуть компанию. Флэр сказал, что «для него это будет честью, если он завершит карьеру из-за Шона Майклза». На пресс-конференции, перед тем как Рик был введён в Зал Славы WWE, он сообщил, что попросил о том, чтобы его поединок был главным событием pay-per-view шоу. 17 марта на шоу Raw Мистер Макмэхон, который в ноябре принял обратно Флэра в федерацию на условии «выигрывай или завершай карьеру», боролся с ним. Во время поединка Макмэхон использовал различное оружие (мусорный бак, бамбуковую палку и стальной стул), разбив лицо Флэра до крови. Во время боя Макмэхон несколько раз проводил удержание, одно из которых прервал Шон Майклз, который оттащил рефери от рестлеров и не дав тому отсчитать до трёх. В конце поединка инициативу перехватил Флэр и одержал победу.
18 февраля на своём веб-сайте WWE объявило, что на WrestleMania XXIV состоится четвёртый ежегодный матч с лестницами «Деньги в банке», целью которого является достать кейс, подвешенный над рингом. В матче будут участвовать представители всех трёх брендов WWE. Победитель матча получит право бороться за любой из трёх мировых чемпионств WWE (титул чемпиона WWE бренда Raw, чемпиона мира в тяжёлом весе бренда SmackDown или чемпиона ECW бренда ECW) в любое время и в любом месте в течение года. В этот же день начались квалификационные поединки, для участия в матче. Во время выпуска Raw Джефф Харди и Мистер Кеннеди победили Снитски и Вал Вениса соответственно и квалифицировались. На шоу SmackDown Шелтон Бенджамин победил Джимми Ван Янга и стал третьим участником. Во время следующего выпуска Raw прошли квалификацию Крис Джерико, победивший Джеффа Харди, и Карлито, одержавший победу над Коди Роудсом. 8 марта состоялось объединённое шоу SmackDown/ECW в котором Монтел Вонтевиус Портер победил Джейми Ноубла. 11 марта представитель ECW СМ Панк стал седьмым участником боя, одержав победу над Большим Папочкой Ви. Последним участником стал Джон Моррисон, победивший Миза на шоу SmackDown 14 марта. Позже Джефф Харди был исключен из состава участников за употребление наркотических веществ. WWE решило не заменять его другим рестлером, таким образом впервые в истории в матче «Деньги в банке» участвовало всего 7 бойцов.

## Шоу

### Подготовка к шоу

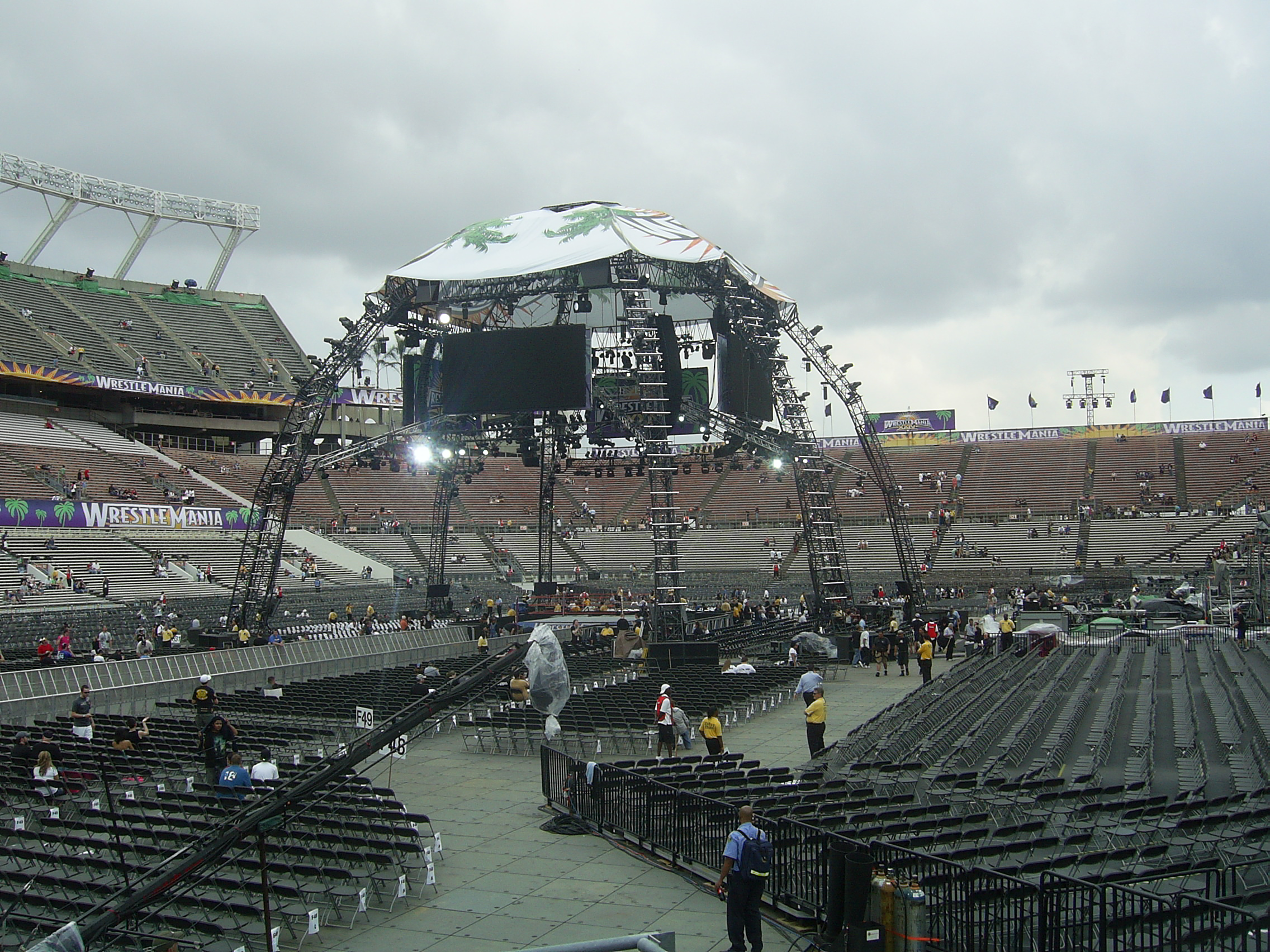
Стальная конструкция с навесом была установлена возле ринга на WrestleMania XXIV

21 марта 2007 года на пресс-конференции, проходившей в здании городского совета Орландо (штат Флорида), было официально объявлено, что WrestleMania XXIV пройдёт в Орландо на арене «Цитрус-боул». На пресс-конференции глава правления WWE Винс Макмэхон заявил, что на проведение шоу претендовало много городов из которых было выбрано три финалиста: Орландо, Лас-Вегас и Париж. Окончательный выбор Орландо он объяснил его географическим положением, так как WrestleMania никогда ранее не проводилась на юго-востоке США.
Так как эта WrestleMania должна была стать второй в истории под открытым небом, Винс Макмэхон объявил, что шоу состоится при любой погоде. В 2008 году в мартовском выпуске WWE Magazine, было объявлено, что федерация наняла дизайнера Джейсона Робинсона, который должен был сконструировать брезентовый навес от дождя над рингом. В том же выпуске был опубликован дизайн навеса. Окончательный дизайн конструкции включал в себя осветительное оборудование, видео экраны и звуковую систему. Производственный менеджер WWE в своём интервью отметил, что экраны должны будут дать возможность наблюдать за происходящем на ринге тем, кому будут загораживать вид стальная конструкция навеса. Для обеспечения бесперебойной подачи электроэнергии будут использоваться до семи генераторов.
Сцена, откуда выходят рестлеры, была расположена в северном конце стадиона и представляла собой ещё одну стальную конструкцию со множеством видео экранов на ней. Стальные балки для сцены были заказаны в Бельгии и доставлены на корабле в Орландо. Согласно журналу WWE, на WrestleMania будет использоваться в десять раз больше пиротехники, чем на еженедельных шоу Raw. Так как у стадиона отсутствует крыша, фейерверки будут запускаться на высоту около 610 метров (во время WrestleMania 23 фейерверки запускались на высоту 46 метров). Пиротехнические установки были расположены на кораблях, находившихся на озере рядом со стадионом. Стоимость пиротехнических эффектов составила около 300 000 долларов.

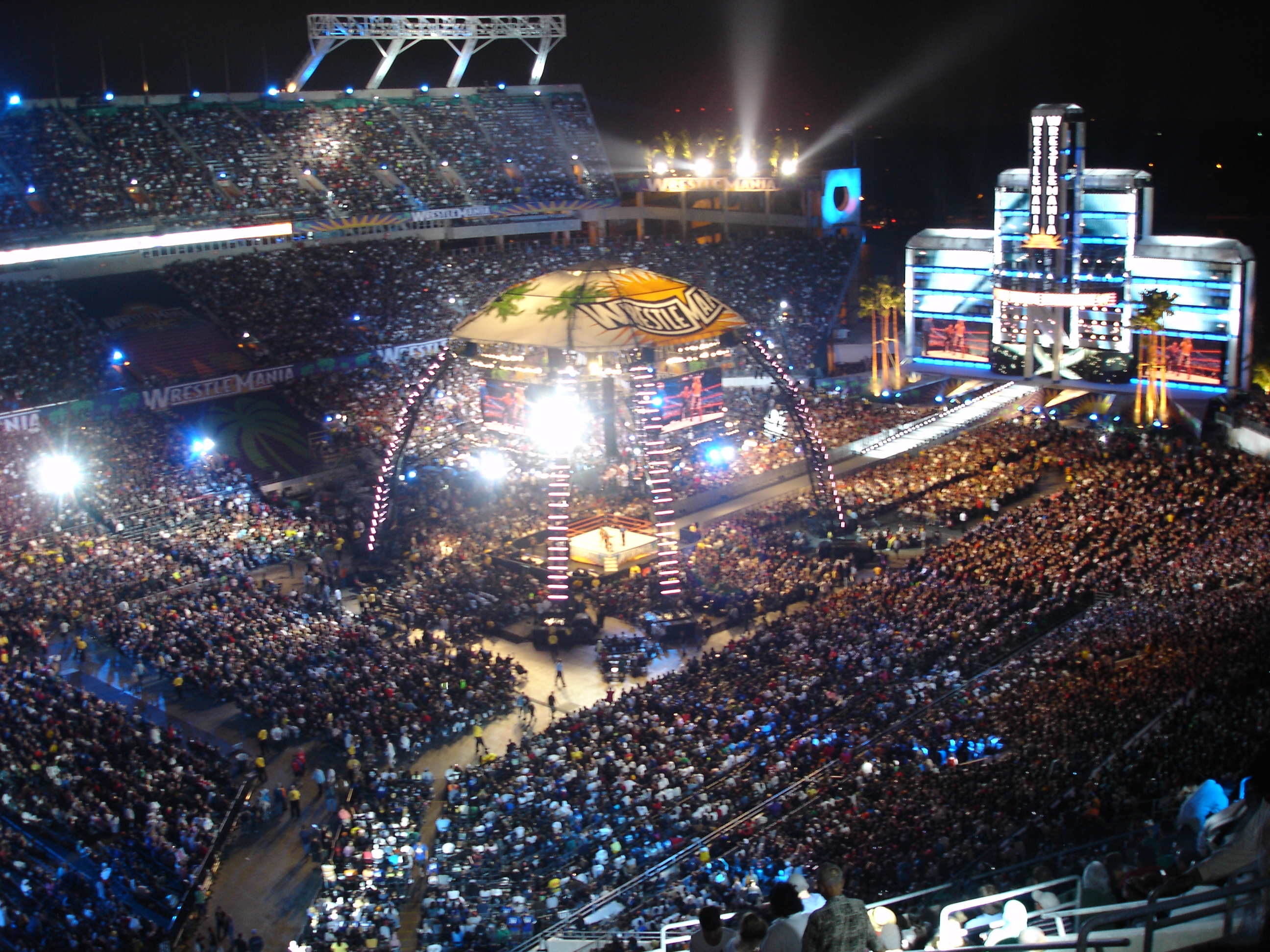
WrestleMania XXIV собрала 74 635 человек на стадионе «Цитрус-боул»

Раздевалки на южной стороне «Цитрус-боула» и территория возле северного входа на стадион была занята под служебные цели. Там расположились трейлеры, VIP зоны, раздевалки и души. В связи с этим, дорога W. Church Street, пролегающая у северного конца стадиона, была перекрыта на несколько дней. Несколько других подъездных дорог также были перекрыты, чтобы позволить грузовикам и погрузчикам доставить крупное оборудование для шоу. Сам ринг был возведён на 50-ярдовой отметке «Цитрус-боула», чтобы обеспечить наилучший обзор для зрителей. Для защиты газона, на него было уложено сверхпрочное пластиковое покрытие, на котором уже монтировалась стальная конструкция, а также на нём были оборудованы места для сидения.
В середине 2007 года началось создание декораций, которые начали монтировать на стадионе в марте 2008 года. На возведении конструкций работало 100 человек по 16 часов в день и 29 марта установка была завершена. WrestleMania XXIV должна была стать первой в истории Рестлманией, которая будет транслироваться в формате HD. Это шоу также должно было стать первым в истории WWE, которое будет выпущено в формате Blu-ray Disc. Согласно пресс-релизу WWE WrestleMania также подняла продажи альбомов музыкантов, привлечённых для участия в шоу, таких как Red Hot Chili Peppers (альбом Stadium Arcadium), Джон Ледженд (альбом Live from Philadelphia), Rev Theory (сингл «Light It Up») и Fuel (сингл «Leave the Memories Alone»).

### События перед шоу
| Должность         | Имя                                |
| ----------------- | ---------------------------------- |
| Комментатор       | Джонатан Коучмэн (SmackDown)       |
| Комментатор       | Майкл Коул (SmackDown)             |
| Комментатор       | Джерри Лоулер (Raw)                |
| Комментатор       | Джим Росс (Raw)                    |
| Комментатор       | Джои Стайлз (ECW)                  |
| Комментатор       | Тазз (ECW)                         |
| Комментатор       | Карлос Кабрера (Испанский)         |
| Комментатор       | Хьюго Савинович (Испанский)        |
| Интервьюер        | Майк Адамл                         |
| Интервьюер        | Тодд Гришам                        |
| Распорядительница | Ким Кардашян                       |
| Ринганнонсеры     | Тони Чимел (ECW)                   |
| Ринганнонсеры     | Армандо Эстрада (ECW Championship) |
| Ринганнонсеры     | Говард Финкель (WWE Hall of Fame)  |
| Ринганнонсеры     | Лилиан Гарсия (Raw)                |
| Ринганнонсеры     | Теодор Лонг (Raw vs. SmackDown)    |
| Ринганнонсеры     | Уильям Ригал (Raw vs. SmackDown)   |
| Ринганнонсеры     | Джастин Робертс (SmackDown)        |
| Рефери матчей     | Скотт Армстронг (ECW)              |
| Рефери матчей     | Майк Поузи (ECW)                   |
| Рефери матчей     | Джон Коун (Raw)                    |
| Рефери матчей     | Майк Киода (Raw)                   |
| Рефери матчей     | Джэк Доан (Raw)                    |
| Рефери матчей     | Марти Эллиас (Raw)                 |
| Рефери матчей     | Микки Хэнсон (SmackDown)           |
| Рефери матчей     | Джим Кордерас (SmackDown)          |
| Рефери матчей     | Чад Паттон (Raw)                   |
| Рефери матчей     | Чарльз Робинсон (SmackDown)        |

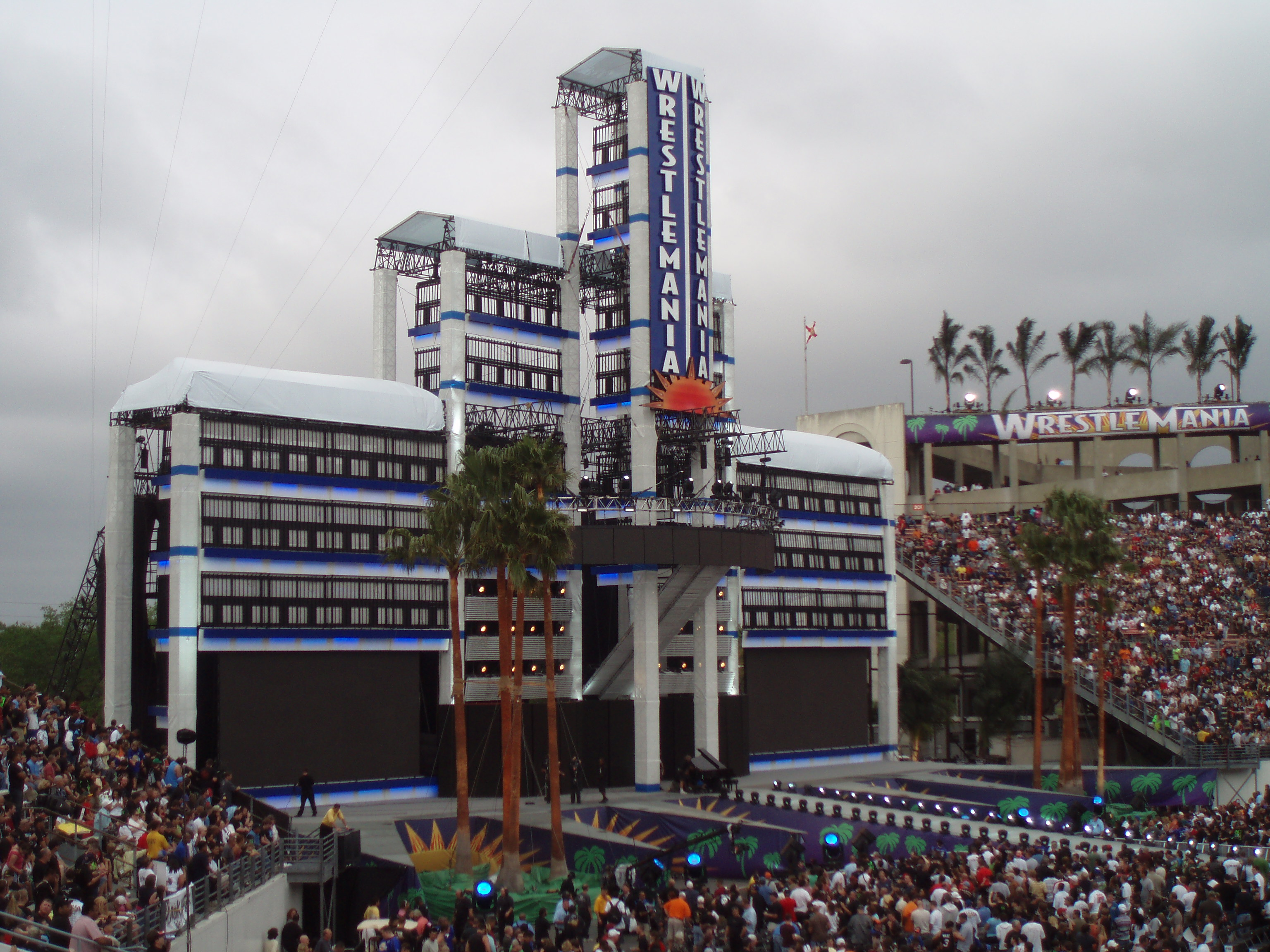
Сцена WrestleMania XXIV перед стартом шоу

До начала трансляция шоу в прямом эфире, прошёл королевский бой, в котором победу одержал Кейн. В бою участвовало 24 рестлера со всех трёх брендов WWE. По условиям поединка, тому, кто последним останется на ринге, будет дана возможность сразиться на этом же шоу с Чаво Герреро за титул чемпиона ECW. Официально WrestleMania XXIV началась с исполнения Джоном Леджендом песни «America the Beautiful».

### Предварительные матчи
Первым поединком, показанным в прямом эфире, стала «белфастская уличная драка» (англ. Belfast Brawl) между Финли и Джоном «Брэдшоу» Лэйфилдом (JBL) — матч без дисквалификаций и отсчётов. Финли, которого поддерживала большая часть зрителей, вышел на ринг в сопровождении своего, согласно сюжетной линии, сына Хорносвоггля, который вернулся после травмы, полученной от JBL. JBL напал на Финли ещё до стартового сигнала, но вскоре инициатива перешла к Финли. Он начал доставать различные предметы из под ринга, однако JBL воспользовался мусорным баком и нанёс тому сильный удар. Далее Финли установил на рампе стол, который проломил JBL-ом. Во время матча Хорнгсвоггл несколько раз ударил JBL бамбуковой палкой, однако позже JBL кинул в него мусорным баком. В конце боя JBL начал бить Финли по коленям бамбуковой палкой после чего исполнил приём Clothesline from Hell и провёл удержание.
Следующим боем вечера стал четвёртый ежегодный матч с лестницами «Деньги в банке» в котором нет ни дисквалификаций, ни отсчётов, а победить в нём можно только взобравшись по лестнице и сняв кейс, висящий над рингом. В матче приняли участие представители бренда Raw — Крис Джерико, Мистер Кеннеди и Карлито; ECW — СМ Панк, Шелтон Бенджамин и Джон Моррисон; SmackDown! — Монтел Вонтевиус Портер (МВП). В начале матча Моррисон выполнил с канатов лунное сальто, держа в руках лестницу. Позже, в то время когда Моррисон и Кеннеди бились на верху лестницы, Бенджамин установил рядом ещё одну, взобрался наверх и выполнил приём Sunset flip powerbomb на Кеннеди, который в свою очередь выполнил суплекс Моррисону. Позже Карлито и Кеннеди перекинули лестницу, наверху которой был Бенджамина, и тот, перелетев через канаты, упал возле ринга на лестницы, лежавшие там. Когда МВП уже почти добрался до кейса, из толпы зрителей выбежал Мэтт Харди, взобрался на лестницу и провёл Портеру приём Зигзаг Судьбы (англ. Twist of Fate). В конце поединка Джерико и Панк сражались на верху лестницы, однако Панку удалось зажать ногу Криса между ступеньками и снять кейс.
Третьим поединком шоу стал матч «Битва за превосходство бренда» (англ. Battle for Brand Supremacy) между представителями SmackDown Батистой и Raw Умагой. В начале поединка Батиста и Умага обменялись ударами, после чего Батиста ударом плеча вытолкнул Умагу с ринга через канаты. После того, как Умага вернулся на ринг, он сумел ударить Батисту ногой в лицо и начал концентрировать свои удары и приёмы на его поврежденной спине. В конце матча, когда Умага хотел провести свой коронный приём Самоанское копьё, Батиста контратаковал и выполнил приём спайнбастер. После чего выиграл поединок, проведя свой завершающий приём Батиста бомб.
В четвёртом матче Чаво Герреро защищал титул чемпиона ECW против Кейна. Последний удивил Герреро, выйдя на ринг с другой стороны от входа. Сразу после начала Кейн выполнил чокслэм и завоевал титул чемпиона ECW всего за 11 секунд. Этот поединок стал единственным для представителей бренда ECW.
Следующим был поединок «Угроза карьере», в котором приняли участие Рик Флэр и Шон Майклз. По условиям этого поединка, Флэр завершит свою карьеру, если проиграет. В начале матча рестлеры обменялись ударами, после чего Флэр затолкал Майклза в угол, выкрикивая оскорбления в его адрес. В отместку Майклз ударил Флэра в лицо, разбив тому рот. Позже Майклз пытался выполнить приём Sweet Chin Music, однако остановился, чем воспользовался Флэр, выполнив захват. После этого Шон выполнил Sweet Chin Music, однако не смог провести удержание. Майклз попытался выполнить болевой приём, но Флэр ударил того пальцем в глаз и смог вырваться. После нескольких хлестких ударов Флэра Майклзу, тот выполнил второй раз за бой приём Sweet Chin Music. После того, как Флэр поднялся на ноги, Майклз произнёс «Мне очень жаль, я люблю тебя» и снова выполнил Sweet Chin Music, после чего провел удержание, таким образом завершив 35-летнюю карьеру Рика. По окончании матча Майклз сразу покинул арену, а зрители приветствовали Флэра стоя. Уходя с ринга, Флэр обнял свою семью, которая находилась в первых рядах, рядом с рингом, и поблагодарил зрителей за поддержку.

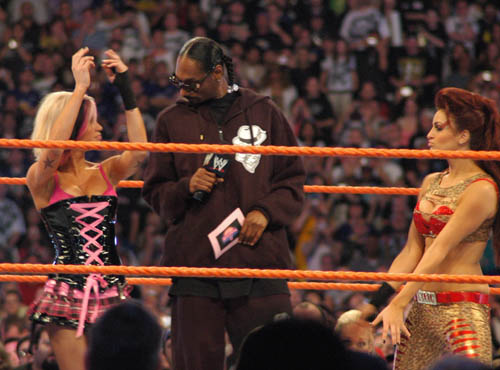
Мария (справа) со своей напарницей по команде Эшли Массаро и Snoop Dogg на WrestleMania XXIV

Шестым боем шоу стал «матч с лесорубами Playboy BunnyMania» в котором Мария и Эшли встретились с Бет Феникс и Мелиной (последние вышли на ринг в сопровождении Сантино Мареллы). Ринганнонсером поединка выступил Snoop Dogg. Перед матчем Дивы WWE окружили ринг и могли вмешиваться в бой, если кто-то из рестлеров окажется за его пределами. Из-за технических неполадок, во время матча ненадолго гас свет в «Цитрус-боул». В конце боя, из-за вмешательства Мареллы Мария не смогла провести удержание Феникс и позже, отвлекшись на Сантино, пропустила контратаку Бет, из-за чего проиграла. По окончании боя Сантино вышел на ринг, поздравил Феникс и Мелину и начал насмехаться над Канеллис. После чего Snoop Dogg ударил Сантино и прогнал его с ринга. В благодарность Мария поцеловала его.

### Главные события
Первым из трёх главных событий стал матч «тройная угроза», в котором действующий чемпион WWE Рэнди Ортон защищал титул против Джона Сины и Triple H. Для своего выхода на ринг Сина использовал марширующий оркестр старшей школы Джоунс «Marching Tigers», который в живую исполнил инструментальную версию песни «The Time Is Now». Во время матча Triple H поймал Ортона в удушающий захват (англ. sleeper hold), после чего Сина поднял обоих рестлеров на плечи, попытавшись выполнить FU, однако Triple H удалось высвободиться и ударом ногой в пах вывести того из боя на некоторое время. Какое то время в матче доминировал Ортон и одним из самых запоминающихся моментов в его исполнении стал crossbody с верхнего каната на Сину. Ортон также исполнил DDT со второго каната Сине и Triple H одновременно. После чего попытался выполнить свой завершающий приём RKO Сине, но тот сумел оттолкнуть его на Triple H, который стал концентрировать свои удары на ногах Рэнди и выполнил несколько болевых приёмов. В конце матча Сина попытался провести приём FU Triple H, но тот сумел контратаковать и выполнить приём Pedigree. После чего попытался сделать удержание, но ему помешал Ортон, который ударил его по голове ногой и, удержав на лопатках Сину в течение трёх секунд, сохранил за собой титул чемпиона WWE.

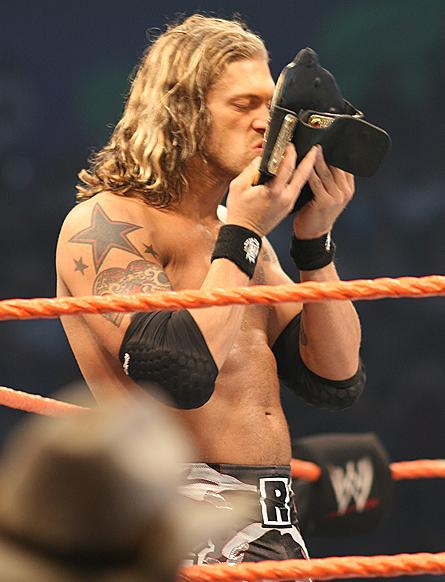
Эдж перед боем с Гробовщиком за титул чемпиона мира в тяжёлом весе

Следующим боем стал матч без дисквалификаций между Биг Шоу и Флойдом Мэйуэзером. В начале поединка Мэйуэзер уклонялся от захватов Биг Шоу и провёл несколько серий ударов по корпусу. Однако вскоре инициатива перешла к Биг Шоу, который стал доминировать на ринге. Помощники Мэйуэзера попытались увести Флойда с ринга, но Биг Шоу догнал их и вернул своего соперника на ринг. Там он попытался выполнить чокслэм, но один из помощников Флойда вышел на ринг со стальным стулом, которым ударил Биг Шоу по спине. Пока Биг Шоу отвлёкся, Флойд взял в руки стул и несколько раз ударил им рестлера. После этого он надел кастет и нокаутировал Биг Шоу. Рефери отсчитал до 10 и Мэйуэзер был объявлен победителем матча.
Последним событием вечера стал поединок за титул чемпиона мира в тяжёлом весе между Эджем и Гробовщиком. Бой начался в медленном темпе и оба рестлера парировали приёмы соперника. Во время матча Эджу удалось парировать многие коронные приёмы Гробовщика, такие как Chokeslam, Old School, Last Ride. Ближе к концу поединка Эдж ударил Гробовщика телевизионной камерой, когда рефери не видел этого. После чего попытался выполнить приём Гробовщика Tombstone Piledriver, однако тот контратаковал и сам выполнил этот приём. Чтобы помочь Эджу, на ринг выбежали два его товарища Курт Хокинс и Зак Райдер, но Гробовщик выкинул обоих с ринга. Пока тот отвлекался, Эдж выполнил свой коронный приём Гарпун, но не сумел провести удержание. Тогда он выполнил его второй раз и наклонившись был готов сделать удержание, Гробовщик контратаковал, применив болевой приём Врата Ада (англ. Hell's Gate), заставив Эджа сдаться. Таким образом Гробовщик стал новым чемпионом мира в тяжёлом весе, а его беспроигрышная серия побед на WrestleMania составила 16-0.

## После шоу
После шоу WWE подверглось критике за сбой пиротехники во время празднования победы Гробовщика. Через весь стадион были протянуты тросы, по которым в конце шоу запускались ракеты. Из-за сбоя, ракета и кусок кабеля упали на верхние ряды стадиона, травмировав 45 человек, некоторые из которых были госпитализированы. Позже на корпоративном сайте WWE появилось заявление, что компания проведёт расследование происшествия.
Во время следующего эпизода Raw Рик Флэр произнёс прощальную речь, после чего на ринг вышел Triple H и начал приглашать разных людей, тесно связанных с Флэром во время его работы в WWE, таких как Четыре всадника, Рикки Стимбот, которые также произнесли прощальные речи. После этого вышел весь ростер Raw, чтобы поблагодарить Флэра. Шон Майклз, из-за которого Флэр вынужден был покинуть Raw, также вышел и Рик Флэр сказал, что не сердится на него. Несмотря на это, Батиста обвинил Майклза в эгоизме из-за того, что не поддался Флэру, что привело к вражде между двумя рестлерами и им был назначен поединок на следующем ппв шоу Backlash.
Вражда между Рэнди Ортоном, Джоном Синой и Triple H продолжилась после WrestleMania. В неё также вмешался Джон «Брэдшоу» Лэйфилд, что привело к «фатальному четырёхстороннему матчу на выбивание» на шоу Backlash. С возвращением Мэтта Харди на WrestleMania возобновилась его вражда с Монтел Вонтевиусом Портером за титул чемпиона США WWE. Вражда между Гробовщиком и Эджем и между Кейном и Чаво Герреро также продолжилась и впоследствии оба защитили свои титулы на Backlash. 2 мая на шоу SmackDown генеральный менеджер Вики Герреро лишила Гробовщика титула чемпиона мира в тяжёлом весе, из-за того, что тот продолжает использовать приём чокслэм, который, по её мнению, может нанести вред другим рестлерам.

### Отзывы
Около 1 058 000 человек заказали показ WrestleMania XXIV через сервис pay-per-view, таким образом сборы от просмотра составили 23,8 млн долларов. По сравнению с Рестлманией 23, количество заказов сократилось на 120 000. Canadian Online Explorer поставил шоу 9 из 10 звёзд, что больше, чем рейтинг прошлогоднего шоу, которое получило 8 из 10 звёзд. Главное событие, бой между Гробовщиком и Эджем за титул чемпиона мира в тяжёлом весе, был оценен на 9,5 из 10, поединок «угроза карьере» между Риком Флэром и Шоном Майклзом получил высший бал 10 из 10, поединок Биг Шоу против Флойда Мейвезера 7 из 10, а поединок тройная угроза за титул чемпиона WWE получил всего 6,5 из 10 звёзд.
Обозреватель The Sun Саймон Ротштейн в целом положительно охарактеризовал шоу. Среди предварительных матчей он особо выделил поединок между Майклзом и Флэром, который никого на стадионе не оставил равнодушным, а многие даже плакали после проигрыша Флэра. Однако был разочарован поединками Батисты против Умаги и Кейна против Чаво Герреро. Победа Кейна за 10 секунд является прекрасным показателем силы бренда ECW и важности самого титула. Также обозревателя удивило, что матч за титул чемпиона WWE поставили первым среди главных событий, однако победа Ортона, по его словам, прояснила ситуацию, так как WWE редко ставит последним боем WrestleMania тот, где выигрывает «плохой» рестлер. Матч Эджа против Гробовщика же действительно заслуживал стать главным событием вечера. После победы последнего зрители отправились по домам счастливые, потому что их любимец победил.
Журналисты отметили удачную подборку боёв и их место в расписании. Так уже первый хардкорный поединок задал высокий уровень WrestleMania. Считалось, что любимец публики и представитель Ирландии Финли одержит в нём победу, однако победил рестлер-хил JBL. Продолжил шоу один из самых ярких боёв — матч «Деньги в банке», в котором победил не самый популярный рестлер среди зрителей СМ Панк. Матч Playboy BunnyMania также удачно отделил драму, развернувшуюся в поединке Флэра против Майклза, от главных событий вечера. До шоу мало кто ожидал, что, отыгрывающий роль хила, Ортон сумеет защитить свой титул. Сина, позволивший удержать себя, как обычно был удостоен смеси неодобрительных и поздравительных возгласов зрителей. Победу Мейвезера зрители также встретили неодобрительными гулом. Матч Гробовщика и Эджа удачно завершил шоу.

### Выпуск DVD/Blu-ray
Шоу было выпущено на DVD и Blu-ray дистрибьютором WWE Home Video 20 мая 2008 года в США. Это шоу стало первым в истории WWE, которое было выпущено в формате Blu-ray. DVD/BD релиз включал в себя бонусные материалы, такие как церемонию введения в Зал Славы WWE и королевский бой, который прошёл перед шоу.

## Результаты
| №       | Результат | Условия | Время |
| ------- | --- | --- | ----- |
| WWE.com | Кейн победил, выбив последним Марка Генри. Остальные участники: Элай Бёрк, Лэнс Кейд, Дьюс, Домино, Томми Дример, Джим Дагган, Фестус, Великий Кали, Хардкор Холли, Джесси, Брайан Кендрик, Кофи Кингстон, Миз, Шэннон Мур, Тревор Мёрдок, Джими Ноубл, Чак Палумбо, Коди Роудс, Снитски, Стив Ричардс, Вал Венис и Джимми Ван Янг | Королевская битва 24 рестлеров со всех брендов. Победитель получает право на поединок за титул чемпиона ECW в этот же день | 06:50 |
| 1       | Джон «Брэдшоу» Лэйфилд победил Финли (с Хорнсвоглем) | Белфастская уличная драка                                                                                                  | 08:35 |
| 2       | СМ Панк победил Шелтона Бенджамина, Криса Джерико, Карлито, Монтел Вонтевиуса Портера, Мистера Кеннеди и Джона Моррисона | Битва с лестницами «Деньги в банке»                                                                                        | 13:55 |
| 3       | Батиста победил Умагу | Битва за превосходство бренда                                                                                              | 07:06 |
| 4       | Кейн победил Чаво Герреро (c) | Поединок за титул чемпиона ECW                                                                                             | 0:09  |
| 5       | Шон Майклз победил Рика Флера | Поединок «угроза карьеры»                                                                                                  | 20:23 |
| 6       | Бет Феникс и Мелина (с Сантино Мареллой) победили Марию и Эшли | Матч Playboy BunnyMania с лесорубами                                                                                       | 05:56 |
| 7       | Рэнди Ортон (c) победил Джона Сину и Triple H | Матч «тройная угроза» за титул чемпиона WWE                                                                                | 14:09 |
| 8       | Флойд Мейвезер победил Биг Шоу нокаутом | Специальный челлендж матч без дисквалификаций                                                                              | 11:36 |
| 9       | Гробовщик победил Эджа (c), применив болевой приём | Поединок за титул чемпиона мира в тяжелом весе                                                                             | 23:50 |

1. ↑  Лесорубы: Черри, Ив Торрес, Марис, Мишель Маккул, Виктория, Микки Джеймс, Джиллиан Холл, Кэти Ли Бёрчил, Келли Келли и Лейла